# 627-es tervszámú tengeralattjáró

A 627A típusú tengeralattjáró jellegrajza

A 627-es, valamint 627A tervszámú tengeralattjáró (NATO-kódja: November) a Szovjet Haditengerészet részére az 1950-es évek végén, az 1960-as évek elején épített atommeghajtású vadásztengerlalattjáró. Ezek voltak a Szovjetunió első nukleáris meghajtású tengeralattjárói. 1957–1963 között 13 egység épült a típusból Szeverodvinszkben, az Északi Hajógyárban. Ezek közül csak az első volt 627-es típusú, a többi a módosított 627A változat volt. Az 1990-es évek elejéig minden egységet kivontak a hadrendből. Az osztály szolgálatba állított hajói közül csak az első szovjet atomtengeralattjárót, a K–3-ast tervezik megtartani mint múzeumhajó vagy emlékmű.

## Története
A leningrádi SZBK–143 tervezőirdában (ma: Malahit tervezőiroda) fejlesztették ki Vlagyimir Peregudov irányításával. Az eredeti elképzelések szerint feladata az amerikai haditengerészeti bázisok támadása lett volna, ehhez a tengeralattjárót egy darab, nukleáris töltettel felszerelt nagyméretű, 1550 mm átmérőjű, 40–50 km hatótávolságú torpedóval tervezték felszerelni.